# Беспородная собака

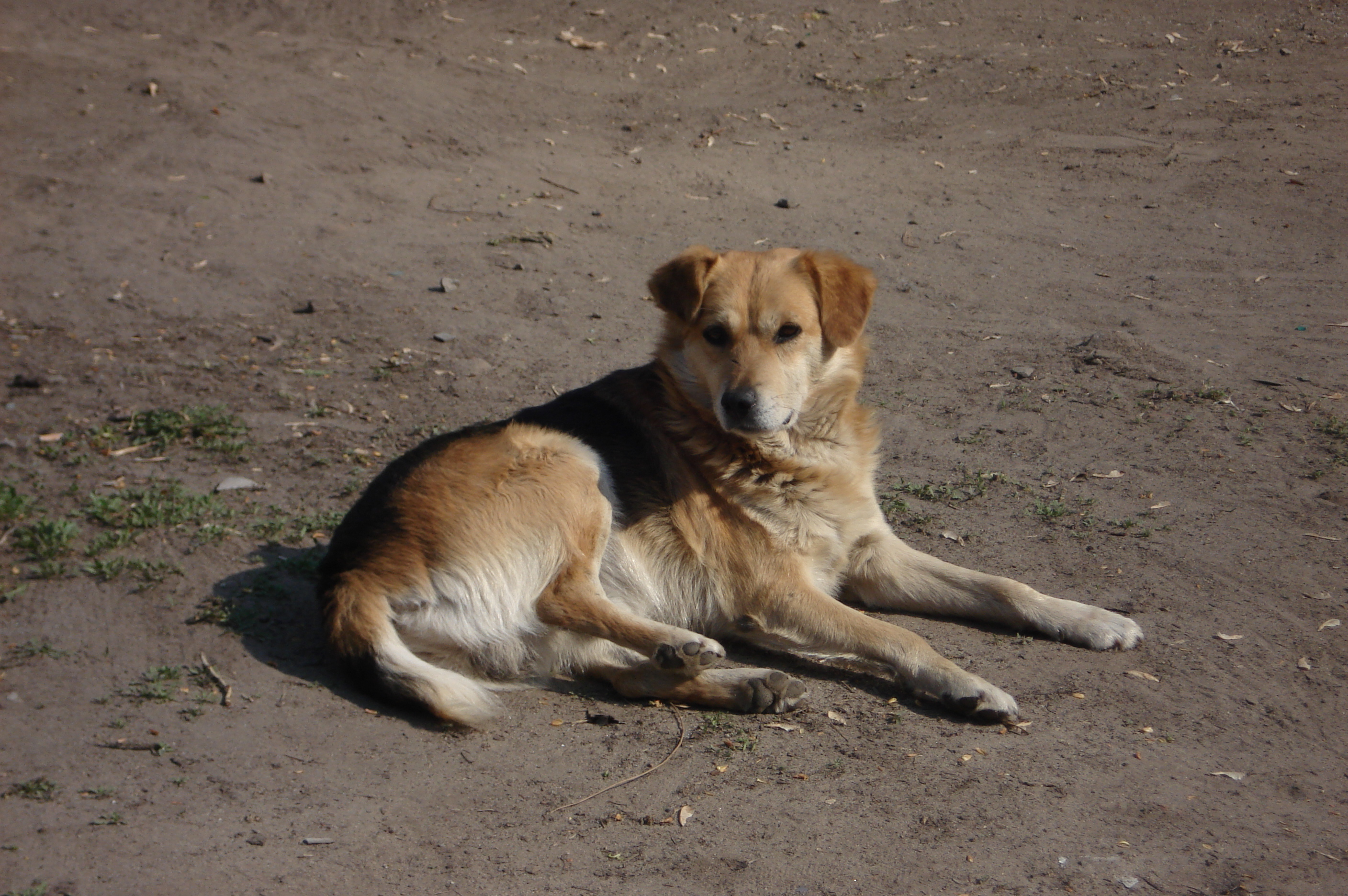
Дворовая собака

Беспоро́дная соба́ка (дворня́га, дворня́жка) — собака, не имеющая принадлежности к определённой породе собак. Учёные применяют также термин «свободно размножающиеся собаки» (англ. free breeding dogs, FBD), чтобы описать основную особенность беспородных собак: их самостоятельный выбор партнёра для спаривания. Такая категория охватывает не только бродячих собак, но и собак, у которых есть хозяева, но которые не находятся на привязи или идут на самовыгул.

## Генетика свободно размножающихся собак
Генетика свободно размножающихся собак представляет интерес для исследователей, так как история современных пород насчитывает как максимум несколько сотен лет; бутылочные горлышки разведения собак приводят к увеличению неравновесного сцепления генов и препятствуют восстановлению истории развития собак.
Исследование генома свободно размножающихся беспородных собак в Евразии выявило отличия, свидетельствующие об их отдельной эволюции; они не представляют собой результат беспорядочного скрещивания чистопородных собак. Азиатские беспородные собаки постепенно распространились в Европу и на Ближний Восток, вытеснив местный генетический материал. Так, исследования современных европейских дворняжек указывают на их азиатское происхождение, а ископаемая ДНК — на происхождение из западной Евразии.
Африканские свободно размножающиеся собаки представляют собой мозаичную картину из местных, генетически обособленных, особей и результатов бессистемного скрещивания завезённых породистых собак. В Америке (кроме арктических регионов) дворняжки в основном произошли от европейских породистых собак, в то время как в Центральной и Южной Азии в генетике доминируют древние местные свободно размножающиеся собаки.

## Здоровье
Теория гетерозиса предполагает, что собаки, имеющие в своей родословной предков с большим генетическим разнообразием как правило здоровее, чем чистокровные породы. У беспородных собак значительно реже встречаются генетические заболевания, которые становятся проклятьем для многих собачьих пород. Происходит это по той причине, что когда человек стремится вывести очередную породу собак, он допускает родственное скрещивание, что приводит к распространению вредного гена внутри популяции. При этом замечено, что чем моложе порода, тем больше проблем со здоровьем имеют собаки. Древние и популярные породы из-за многочисленности и долгого существования, накапливают внутри своего вида больше мутаций, а значит и генетического разнообразия, по этой причине собаки из старой породы не так уязвимы.
Тем не менее многие внешние отличия пород напрямую связаны с генетическими нарушениями. У дворовых собак выше 3—4-го поколения наблюдается тенденция «отсеивания» дефектных генов, например плоской морды, так как в тех условиях, в которых часто дворовые собаки живут, слабые и больные особи не выживают. В процессе естественного отбора дворовая собака впоследствии вбирает в себя лучшие с точки зрения выживания гены разных пород собак и обладает лучшим здоровьем, чем породистая собака. Ряд исследований показали, что дворовые собаки реже подвержены генетическим заболеваниям и гораздо меньше требуют ветеринарного ухода. В ходе исследования статистики по смертности домашних собак в США, было выяснено, что беспородные собаки в среднем живут на 1—2 года дольше, чем породистые, при этом ожирение негативно влияет на продолжительность жизни вне зависимости от принадлежности к породе. Другие исследования доказали повышенный уровень фертильности беспородных собак в сравнении с породистыми и что мать-дворняга в среднем обеспечивает лучший уход за своим помётом и производит большее количество молока. Таким образом в домашних условиях, дворняги размножаются быстрее и уровень смертности среди беспородных щенков ниже, чем у породистых[уточнить].